# Coleoxestia semipubescens
Coleoxestia semipubescens là một loài bọ cánh cứng trong họ Cerambycidae.